# Cine Líbero Luxardo
O Cine Líbero Luxardo é uma sala de cinema localizada em Belém do Pará ligada à Fundação Cultural do Estado do Pará que tem como objetivo disseminar o cinema por meio da apresentação de filmes nacionais e estrangeiros. Através da criação de políticas que facilitem a circulação e o acesso à cultura audiovisual em Belém, a sala de projeção busca promover a diversidade cultural. Além disso, o Cine Líbero Luxardo oferece uma programação abrangente, com vários projetos que visam promover o cinema como uma forma de comunicação e uma manifestação artística e cultural.

## Origem do nome
A sala de cinema recebeu o nome de Líbero Luxardo em homenagem ao diretor, produtor, roteirista, jornalista, escritor, político e professor que foi pioneiro na produção cinematográfica na região amazônica. Luxardo dirigiu os primeiros longa-metragens de ficção na região, com mão de obra e elenco paraenses. Entre seus filmes mais conhecidos estão "Um dia qualquer..." (1965), "Marajó - Barreira do Mar" (1967) e "Brutos inocentes" (1974). Atualmente, grande parte de sua obra está no acervo do Museu da Imagem e do Som (MIS-PA), que é vinculado à Secretaria de Cultura do Estado do Pará.

## História

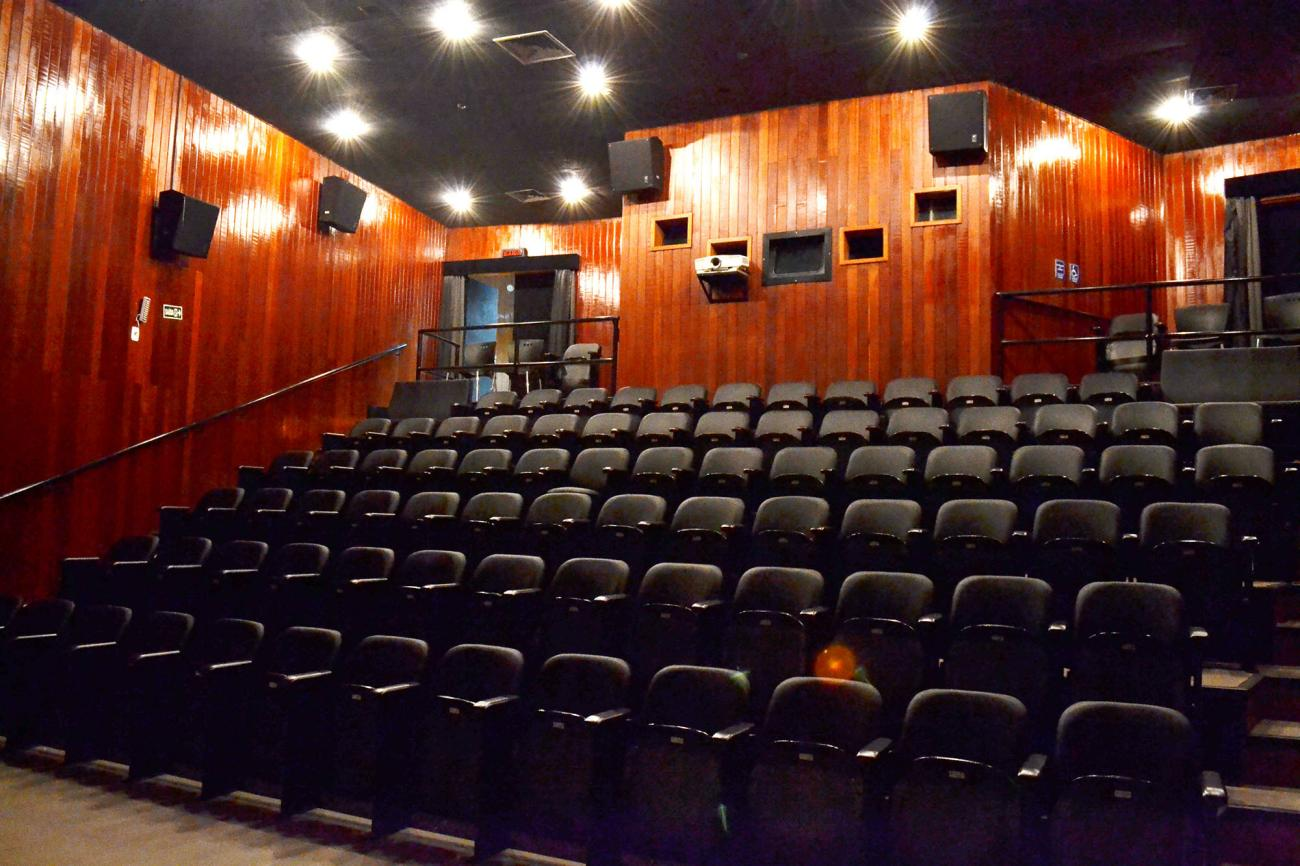
Interior da Sala de exibição

O Cine Líbero Luxardo foi inaugurado em junho de 1986 como um espaço multiuso que poderia abrigar pequenos espetáculos teatrais, musicais, palestras e workshops, mas sua principal função era exibir filmes, contando com equipamentos modernos na época de sua criação. Originalmente vinculado à Fundação Cultural do Pará Tancredo Neves (FCPTN), que depois passou a ser chamada de Fundação Cultural do Pará (FCP), ambas ligadas ao governo do estado do Pará, o Cine Líbero Luxardo ganhou reconhecimento ao longo de seus 36 anos de história. Além de atrair um público fiel para suas sessões em Belém, que foram retomadas em agosto de 2001 após uma pausa de um ano e meio, a sala de cinema é considerada uma importante referência pública para o cinema, seguindo o exemplo de outras cidades importantes do Brasil.

## Estrutura
- Sala de exibição com 86 lugares e 04 espaços para cadeirantes;
- Poltronas estofadas e ambiente climatizado;
- Palco de madeira com fosso de 9m x 3,5m;
- Tela de lona fosforescente de 7m por 3,5m;
- Boca de cena de 9m por 13m;
- Funciona com projetor digital, analógico de 35mm, 16mm e 08mm;
- Equipada com DVD Player e Data Show;
- Equipada com som Dolby Surround, microfones, caixas amplificadas e amplificadores;
- Espaço para administração e gerência;
- Almoxarifado;
- Hall externo e interno;
- Toaletes;
- Bilheteria.

## Localização
O Cine Libero Luxaro se localiza no Centur (Centro Cultural e Turístico Tancredo Neves), sede da Fundação Cultural do Pará, na Avenida Gentil Bitencourt, 650, bairro de Nazaré em Belém do Pará. O local também é sede da Fundação Cultural do Pará (FCP).

## Sala virtual
Em decorrência da pandemia de covid-19, que começou em março de 2020, muitas salas de cinema tiveram que ser fechadas ao redor do mundo, o que impactou a realização de exibições presenciais. Para continuar operando, o Cine Líbero Luxardo se adaptou à nova realidade e criou uma sala virtual que oferece acesso gratuito a uma programação diversificada e de qualidade, que pode ser acessada de qualquer dispositivo conectado à internet por meio de streaming. O espaço estabeleceu parcerias com empresas distribuidoras de cinema, consulados, embaixadas, casas de cultura, museus e outras instituições que possuem direitos de exibição de acervos cinematográficos, bem como com grupos de produtores nacionais de conteúdo audiovisual, e atualizará sua programação semanalmente com títulos clássicos e recentes, incluindo curtas, médias e longas-metragens.

## Atividades suspensas temporariamente em janeiro de 2023
O Cine Líbero Luxardo teve suas atividades suspensas temporariamente em 19 de janeiro de 2023 devido a obras de manutenção em seu espaço.
A Fundação Cultural do Pará (FCP) realiza nesse período a exbição gratruita de filmes na Praça do Povo, área externa da sede da FCP, intitulada de "Plano Sequência".
A exibição de filmes também continua na Sala Virtual enquanto as obras de manutenção continuam.